# Austbanen
Austbanen är en kulle i Antarktis. Den ligger i Östantarktis. Norge gör anspråk på området. Toppen på Austbanen är 1 465 meter över havet.
Terrängen runt Austbanen är huvudsakligen kuperad, men den allra närmaste omgivningen är platt. Trakten är obefolkad. Det finns inga samhällen i närheten. 